# وبستر ۱۲۴۳۱
سیارک ۱۲۴۳۱ (به انگلیسی: 12431 Webster، نامگذاری:1995YY10) دوازده هزار و چهارصد و سی و یکمین سیارک کشف شده‌است که در ۱۸ دسامبر ۱۹۹۵ کشف شد.
قدر مطلق سیارک برابر ۲۳.۴ است.